# Артенацька культура

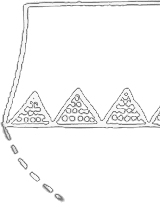
Посудина артенакської культури, 3 тис. до н. е.

Артенацька культура — археологічна культура епохи пізнього халколіту (бл. 2400 до н. е.), Названа так за місцем виявлення  селища Артенак в провінції Шаранта.

## Передісторія регіону
На заході Франції в 6-5 тис. до н. е. існувала рукадурська культура (Roucadourien) зі значними пережитками мезоліту (аж до канібалізму). Дана культура поступово входить в сферу впливу набагато високорозвиненої  культури кардіальної кераміки. Приблизно в 4 тис. до н. е. рукадурську культуру змінює тенакська культура, яка через тисячоліття змінюється артенакською .

## Область поширення
Протягом тисячоліть між артенацькою та дунайськими культурами існувала стійка межа, що проходила недалеко від Рейна.

## Технології
Для неї характерна велика кількість наконечників, тому вважається, що артенакці були майстерними лучниками.
Артенакці були першими носіями технології обробки металу в атлантико-біскайській області, які запозичили близько 2900 до н. е. з узбережжя північної Каталонії-Руссільону (куди, в свою чергу, вона прийшла від культури Ремеделло на заході Італії).

## Етнічна приналежність
Артенакці вважаються предками аквітанів та васконів, від яких походять баски.

## Дивіться також
- Аквітанія
- Археологічна культура
- Шательперон (культура)
- Бронзова доба